# Municipio de Barton (Indiana)
El municipio de Barton (en inglés: Barton Township) es un municipio ubicado en el condado de Gibson en el estado estadounidense de Indiana. En el año 2010 tenía una población de 1677 habitantes y una densidad poblacional de 13,11 personas por km².
El municipio de Barton se organizó en 1843.

## Geografía
El municipio de Barton se encuentra ubicado en las coordenadas 38°14′52″N 87°23′27″O / 38.24778, -87.39083. Según la Oficina del Censo de los Estados Unidos, el municipio tiene una superficie total de 127.88 km², de la cual 127,35 km² corresponden a tierra firme y (0,41 %) 0,53 km² es agua.

## Demografía
Según el censo de 2010, había 1677 personas residiendo en el municipio de Barton. La densidad de población era de 13,11 hab./km². De los 1677 habitantes, el municipio de Barton estaba compuesto por el 97,91 % blancos, el 0,24 % eran afroamericanos, el 0,06 % eran amerindios, el 0,18 % eran asiáticos, el 0,24 % eran de otras razas y el 1,37 % eran de una mezcla de razas. Del total de la población el 1,01 % eran hispanos o latinos de cualquier raza.